# رزان (قزوین)
رزان (قزوین)، روستایی از توابع بخش طارم سفلی شهرستان قزوین در استان قزوین ایران دارای چشمه های فراوان آب طبیعی ،رود خانه و آبشار های فراوان است پایین دست محل پوشیده از جنگل با درختان بلوط ،راش،سرو و...می باشد،

## جمعیت
این روستا در دهستان چوقور قرار دارد و براساس سرشماری مرکز آمار ایران [[سرشماری عمومی نفوس و مسکن درسال۱۴۰۱ جمعیت آن ۳۵۰ نفر (۹۰خانوار) بوده‌است.